# William Chapman Hewitson

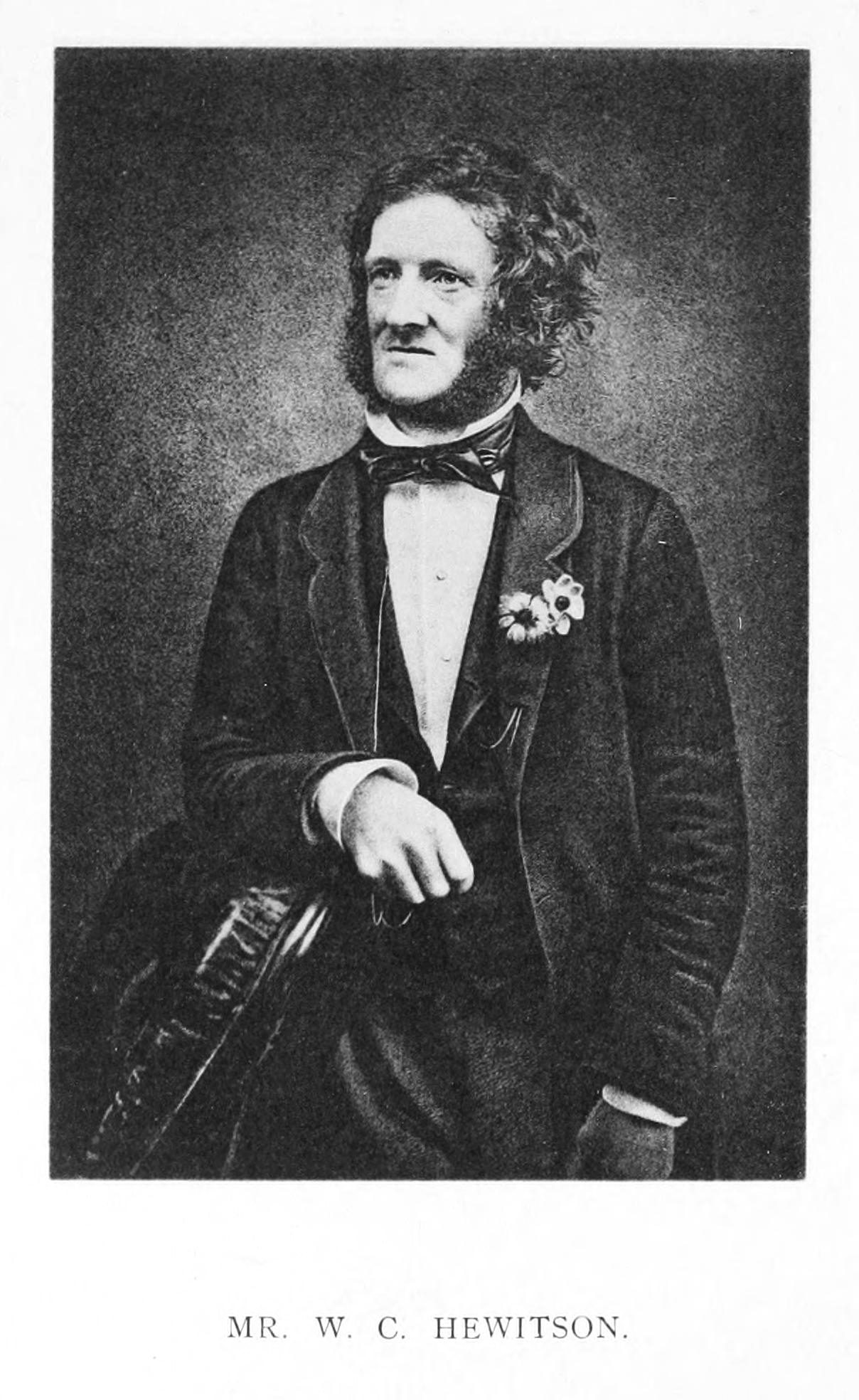
William Chapman Hewitson (1908)

William Chapman Hewitson (* 9. Januar 1806 in Newcastle upon Tyne; † 28. Mai 1878) war ein britischer Entomologe und Ornithologe.

## Leben
Hewitson wuchs in York auf und war ursprünglich Landvermesser, der zeitweise auch für die Eisenbahnlinie von London nach Birmingham von George Stephenson arbeitete. Nach einer reichen Erbschaft (und aus Gesundheitsgründen) gab er seinen Beruf auf und widmete sich den Naturwissenschaften. Er wohnte in Bristol und Hampstead (London) und ab 1848 auf seinem neu erbauten Landsitz in Oatlands Park in Surrey.
Hewitson war ein wohlhabender Sammler von Insekten (Schmetterlinge, Käfer), aber auch von Vögeln und Vogeleiern. Seine Schmetterlingssammlung (vor allem Tagfalter) war eine der umfangreichsten seiner Zeit und er ließ für sie Naturforscher auf der ganzen Welt sammeln. Er war auch ein sehr guter Illustrator seiner Sammlungsbestände. Seine Sammlungen vermachte er dem Natural History Museum. Seine Bibliothek ging an die Natural History Society of Newcastle, deren Mitglied er war, und er vermachte auch eine große Summe an das Müller Institute in Bristol. Neben Büchern über Schmetterlinge veröffentlichte er auch solche über Vogeleier.

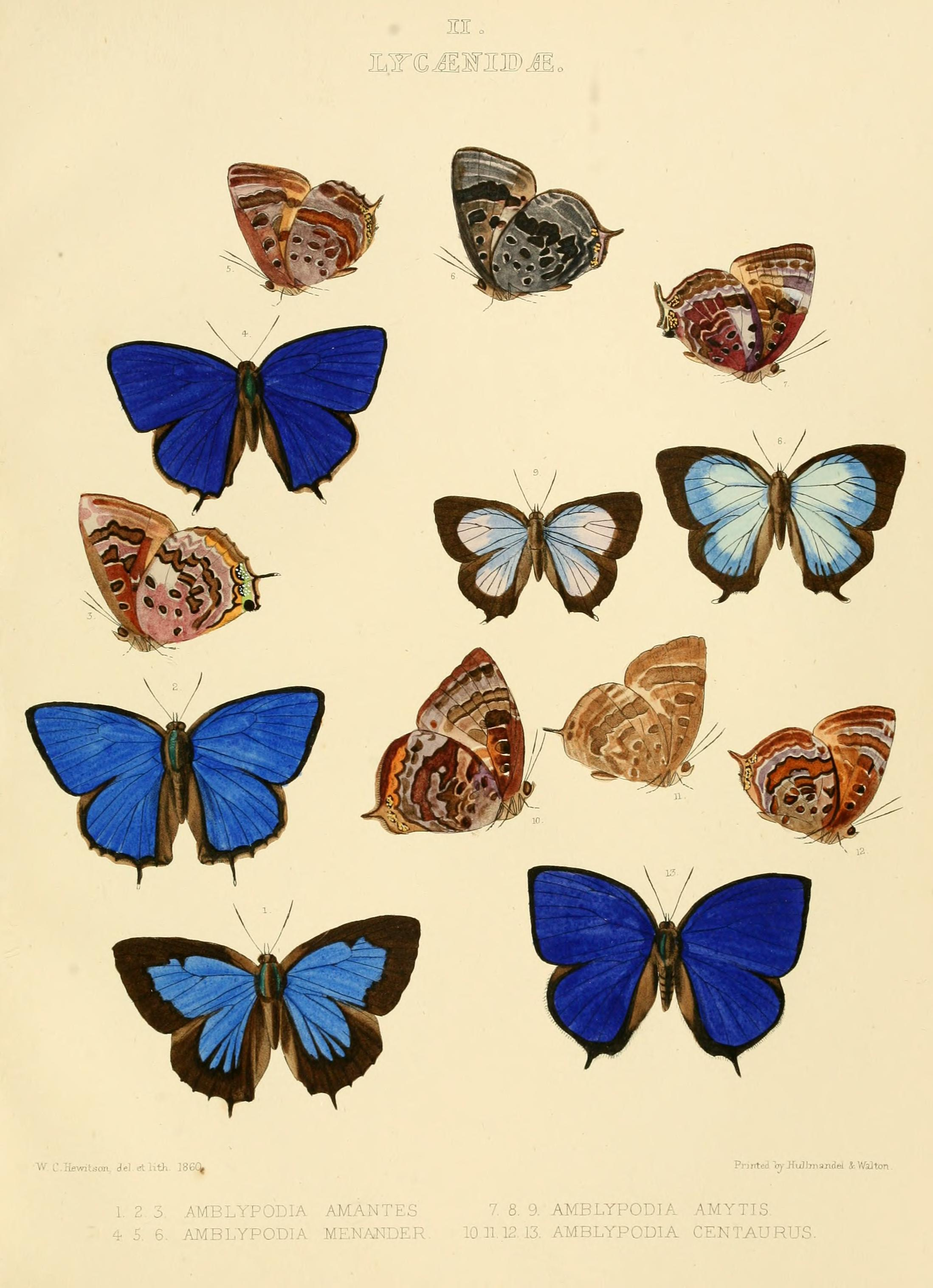
Hewitson, Illustrations of diurnal Lepidoptera, 1863, 1878

1848 heiratete er, war aber bald Witwer und hinterließ keine Kinder.

## Mitgliedschaften
1846 wurde Hewitson von Edward Doubleday als Mitglied Nummer 304 der Société Cuvierienne vorgestellt. 1846 wurde er Mitglied der Entomological Society, 1859 der Zoological Society und 1862 der Linnean Society of London.

## Schriften
- British Zoology: being illustrations of the eggs of British birds, with figures of each species, as far as practicable, drawn and coloured from nature: accompanied by descriptions of the materials and situation of their nests, number of eggs. 3 Bände. Charles Empson, Newcastle upon Tyne 1833–1842.
- Coloured Illustrations of eggs of British birds. 2 Bände. 1846; 3. Auflage 1856.
- mit E. Doubleday: The genera of diurnal lepidoptera. 1846.
- Illustrations of new species of exotic Butterflies, selected chiefly from the Collections of W.Wilson Saunders and William C. Hewitson. 5 Bände. Van Voorst, London 1851–1876.
- Illustrations of diurnal Lepidoptera. 2 Bände. Van Voorst, London 1863, 1878.
- Specimen of a catalogue of Lycaenidae in the British Museum. British Museum, London 1862.
- Descriptions of one Hundred new Species of Hesperidae. Van Voorst, London 1867.
- Descriptions of some New Species of Lycænidæ. 1868.
- Equatorial Lepidoptera. 1869, 1870.
- Bolivian Butterflies. 1874.
- Rhoplaocera. In: Descriptions of new Indian lepidopterous insects from the collection of the late Mr. W.S. Atkinson. Asiatic Society of Bengal, Calcutta 1879–1888.